# Монастир Сурб Степанос (Старий Крим)
Монастир Сурб Степанос (святого архідиякона Степана-первомученика) — середньовічний вірменський монастир, що був розташований в лісистому розпадку північно-східного схилу гори Мачук в 6 км на південь від міста Старий Крим і в 3 км від монастиря Сурб-Хач. Зараз від нього залишились тільки руїни. Пам'ятка історії місцевого значення, охор. номер 4750-АР.

## Опис пам'ятки
Монастир знаходиться біля старої дороги, яка колись з'єднувала Судак і Солхат (Старий Крим).
І понині дуже багато чого, що пов'язано з Сурб-Степанос покрито мороком і невідомістю. Коли він виник, чому він був зруйнований, чому він виявився повністю забутий і розграбований? Чому в російських джерелах він іменується Георгіївським?

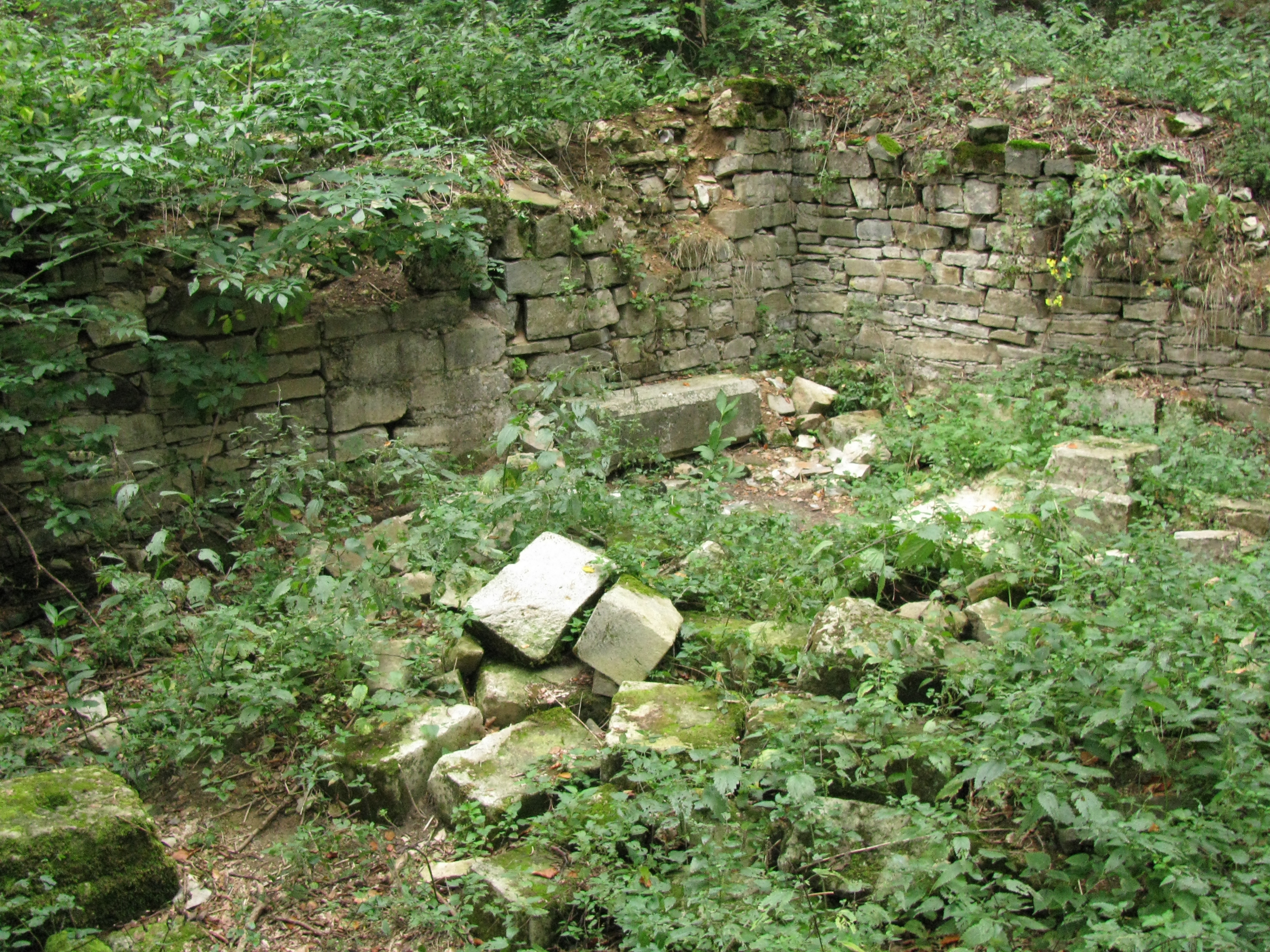
Колишній монастир Сурб Степанос (Георгіївський монастир) (руїни)

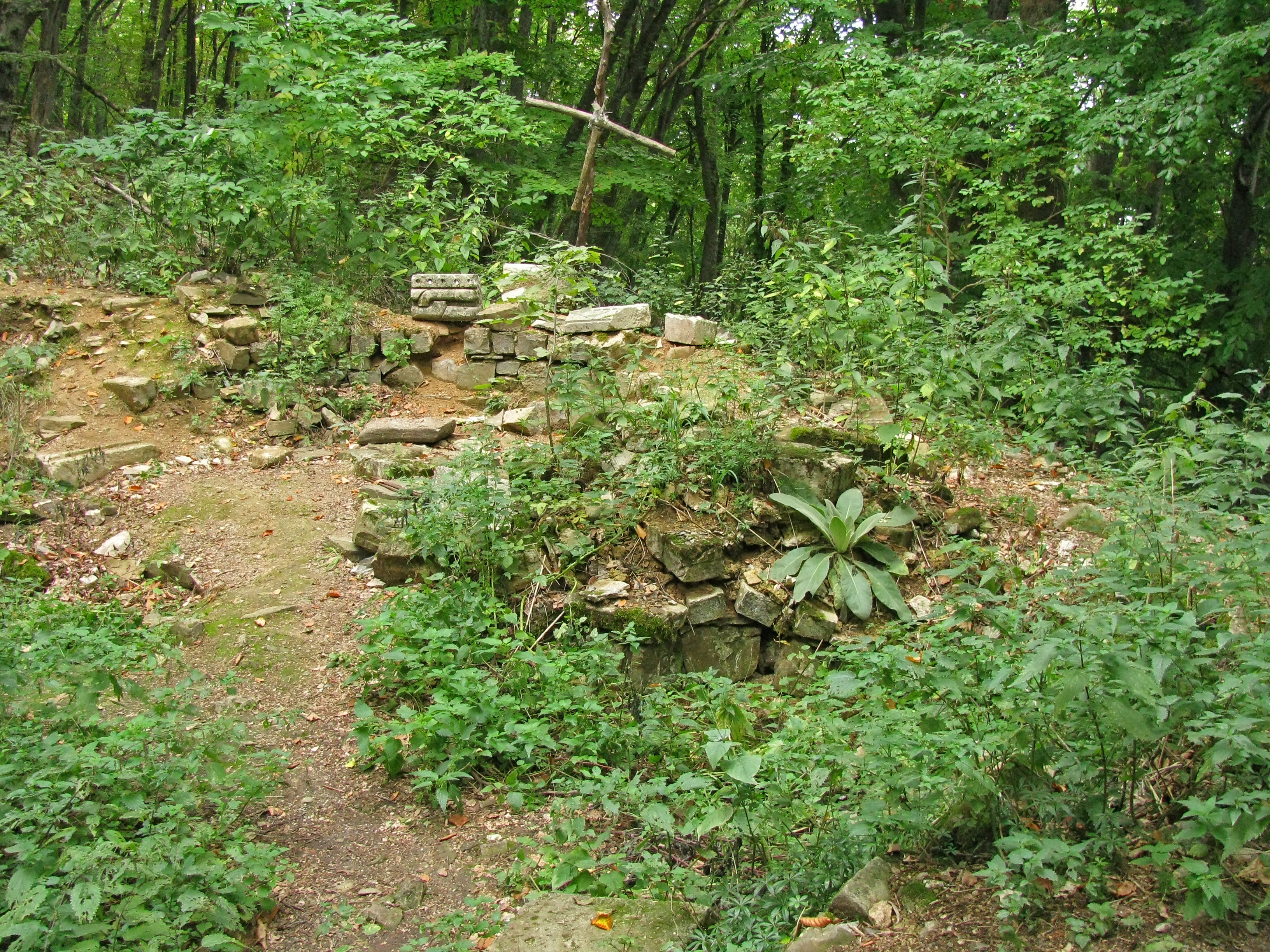
Колишній монастир Сурб-Степанос (Георгіївський монастир) (руїни)

У 1820 році по цих місцях подорожував Мінас Медиці (Бжішкян), який побачене описав такими словами: «Це був монастир, збудований з каменю, на відстані однієї години шляху від попереднього (тобто від монастиря Сурб-Хач), на вершині гори, в середині великого лісу.
У 1973–76 р.р. експедицією Інституту археології Академії наук України монастир був заново відкритий, точніше відкриті його руїни під суцільним завалом каменя і ґрунту, на зарослій лісом галявині. Ще автор «Кримського збірника», один із засновників російського географічного товариства, Кеппен Петро Іванович, що багато років жив у Криму та вивчав його, бачив цей монастир вже, ймовірно, в такому стані. Він згадував руїни вірменського монастиря в чотирьох верстах від Сурб-Хача і вважав, що він древніше, ніж Сурб-Хач. Експедиція 1973 р. відкрила триапсидний храм розміром 8,4 х 8,6 м по інтер'єру, що перевершує розміри сурбхачського храму. Центральна абсида пятигранна зовні і напівкругла зсередини, виступає за межі північно-східній частині будівлі, дві бічні абсиди меншого розміру — втоплені в стінах. До західній стіні храму примикає гавіт або відкритий двір, який сполучається з храмом дверним отвором шириною 1,5 м. У центрі цієї споруди виявлений прямокутний колодязь. На південь від храму і гавіту відкриті залишки різночасових службових і житлових приміщень монастиря.
Найбільш вірогідною видається версія, що монастир був заснований в першій половині XIV століття, але проіснував недовго до кінця XV століття. На думку деяких учених, монастир Сурб-Степанос був зруйнований в результаті землетрусів і зсувів. Інші дослідники вважають, що він прийшов в запустіння після турецької навали 1475. Можна також припустити, що Сурб-Степаносу завдало збиток близьке сусідство з монастирем Сурб-Хач, який знаходився у більш вигідному територіальному положенні.
Прихожанам було набагато зручне добиратися до Сурб-Хача, знаменита школа цього монастиря теж приваблювала туди молодь за духовними і світськими знаннями.
До теперішнього часу на поверхні видно залишки храму монастиря, великий притвор, що примикає до нього із заходу, і на південь від них — руїни декількох будівель, пов'язаних між собою зовнішньою стіною. Вище по схилу на захід від монастиря розташоване джерело, що в давнину постачало монастир по гончарним трубам водою. Поблизу обителі на схилах долини можна побачити залишки терас, де був розташований фруктовий сад.